# Fred-Henri Schnegg
Fred-Henri Schnegg  (* 1. September 1965) ist ein Schweizer Politiker (SVP).

## Biografie
Von 1994 bis 2005 war er Gemeindepräsident von Sonceboz-Sombeval.
Von 2002 bis 2008 war er Mitglied des Grossen Rates des Kantons Bern.
Bei den Wahlen im Oktober 2025 kandidiert er um einen Sitz in der Regierung des Kantons Jura.
Schnegg wohnt in Sonceboz-Sombeval, ist verheiratet und hat drei Kinder. Er ist der Bruder von Pierre Alain Schnegg.